# وارهول ۶۷۰۱
سیارک ۶۷۰۱ (به انگلیسی: 6701 Warhol، نامگذاری:1988AW1) شش هزار و هفتصد و یکمین سیارک کشف شده‌است که در ۱۴ ژانویه ۱۹۸۸ کشف شد.
قدر مطلق سیارک برابر ۱۲٫۶۰ است.